# کالیکارپا
 کالیکارپا(نام علمی: Callicarpa japonica) نام یک گونه از تیره نعناعیان است.

## نام ژاپنی
این گیاه در زبان ژاپنی «موراساکی شیکیبو» همنام با نویسنده قرن یازدهم ژاپن موراساکی شیکیبو نامیده شده است.

## نگارخانه

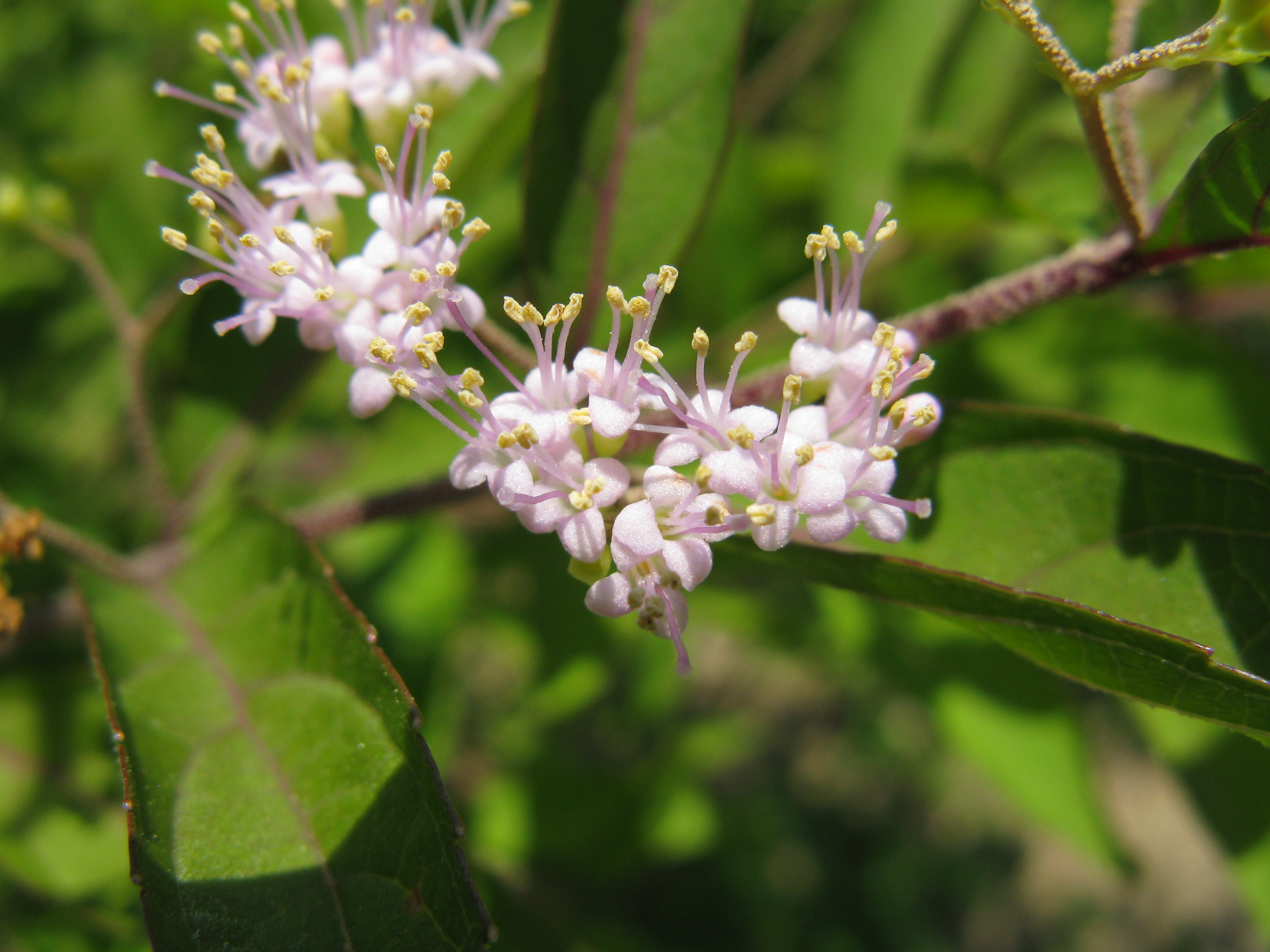
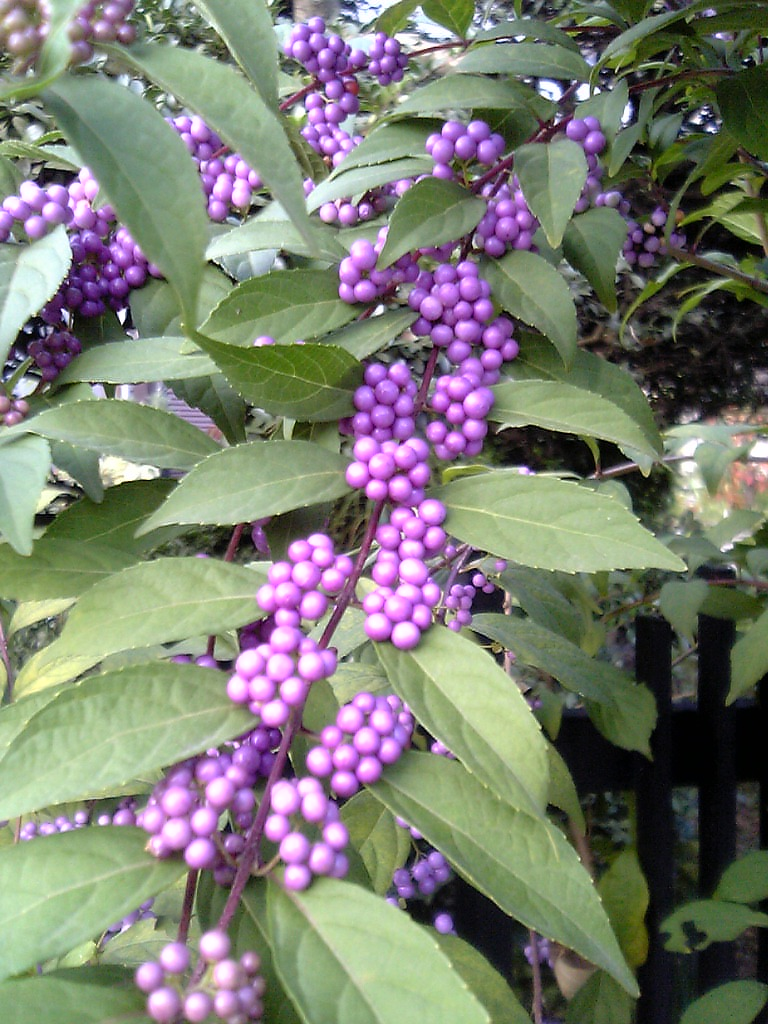